# أبهيمانيو ميشرا
أبهيمانيو ميشرا (بالإنجليزية: Abhimanyu Mishra)‏ (من مواليد 5 فبراير 2009) هو نابغة شطرنج أمريكي من ولاية نيو جيرسي. ويحمل حاليا الرقم القياسي كأصغر لاعب يحصل على لقب أستاذ كبير في التاريخ، بعد أن أكمل الشروط للحصول على اللقب في سن 12 عاما 4 أشهر و 25 يوما،  محطما الرقم القياسي الذي يحمله الروسي سيرغي كارياكن. 

## أرقام قياسية في الاتحاد الأمريكي
وكان قد حطم الرقم القياسي لاتحاد الشطرنج في الولايات المتحدة لأصغر لاعب يتخطى حاجز 2000 نقطة في تاريخ الاتحاد في عمر 7 سنوات و 6 أشهر و 22 يومًا، محطمًا الرقم القياسي الذي يحمله أوندر ليانغ.  ثم حطم الرقم القياسي كأصغر أستاذ وطني يحصل على تصنيف 2200 في تاريخ الاتحاد في عمر 9 سنوات وشهرين و 17 يومًا، محطمًا الرقم القياسي للاعب ليران جو. 

## أصغر أستاذ دولي
كما أنه يحمل الرقم القياسي كأصغر لاعب شطرنج يحصل على لقب أستاذ دولي في نوفمبر 2019 عن عمر يناهز 10 سنوات و 9 أشهر و 20 يومًا، محطمًا الرقم القياسي لرامشبابو براجناناندا .   ومنحه الاتحاد الدولي هذا اللقب في فبراير 2020. 

## حصوله على لقب أستاذ كبير
في مارس 2021 تعادل ميشرا على المركز الأول مع الأستاذ الكبير فلاديمير بيلوس في مسابقة أقيمت في مركز شارلوت للشطرنج في مدينة شارلوت بولاية نورث كارولينا في الولايات المتحدة، بنتيجة 5.5 / 9 وتجاوز حاجز 2400 نقطة بتصنيف إيلو، الأمر الذي لم يحققه لاعب من قبل في تاريخ الاتحاد الدولي.  في أبريل 2021 ، تعادل ميشرا على المركز الأول مع سوهاردو باساك في بطولة فيزيركيبزو للأساتذة الكبار في بودابست في المجر، بنتيجة 7.0 / 9 وتقييم أداء 2603، ليحقق أول الشروط للحصول على لقب أستاذ كبير. 
في مايو 2021 حصل ميشرا على المركز الأول منفردا في مسابقة السبت الأول للأساتذة الكبار في بودابست في المجر، بنتيجة 8.0 / 9 وتقييم أداء قدره 2739، بعد أن حقق الشرط الثاني للحصول على لقب أستاذ كبير قبل انتهاء المسابقة بجولة واحدة وبفارق نقطة عن أقرب منافسيه. 
في يونيو 2021 ، حصل ميشرا على المركز الأول الواضح في مسابقة فيزيركيبزو للأساتذة الكبار في بودابست بالمجر، بنتيجة 7.0 / 9 وتقييم أداء 2619 ، بعد فوزه على الهندي الأستاذ الكبير ليون لوك ميندونكا في الجولة التاسعة.  وهكذا حقق ميشرا الشرط الثالث للحصول على لقب أستاذ كبير وأصبح أصغر أستاذ كبير في تاريخ الشطرنج، محطمًا الرقم القياسي لسيرجي كارجاكين بأكثر من شهرين.   